# Rudziczka (Opole)
Pour les articles homonymes, voir Rudziczka.
Rudziczka est une localité polonaise située dans la gmina et le powiat de Prudnik en voïvodie d'Opole.

## Histoire
De 1743 à 1945, Riegersdorf fait partie de l'arrondissement de Neustadt-en-Haute-Silésie dans la district d'Oppeln au sein de la province de Silésie.